# Bewdley
Bewdley – miasto w Wielkiej Brytanii, w Anglii, w regionie West Midlands, w hrabstwie Worcestershire. W 2001 r. miasto to zamieszkiwało 9 178 osób.

## Miasta partnerskie
- Vellmar
- Fort-Mahon-Plage
- Clarksville